# (241418) Darmstadt
(241418) Darmstadt est un astéroïde de la ceinture principale.

## Description
(241418) Darmstadt est un astéroïde de la ceinture principale. Il fut découvert le 31 octobre 2008 à Tzec Maun par Erwin Schwab. Il présente une orbite caractérisée par un demi-grand axe de 3,08 UA, une excentricité de 0,17 et une inclinaison de 12,8° par rapport à l'écliptique.

## Compléments